# Observatorul Regal din Greenwich

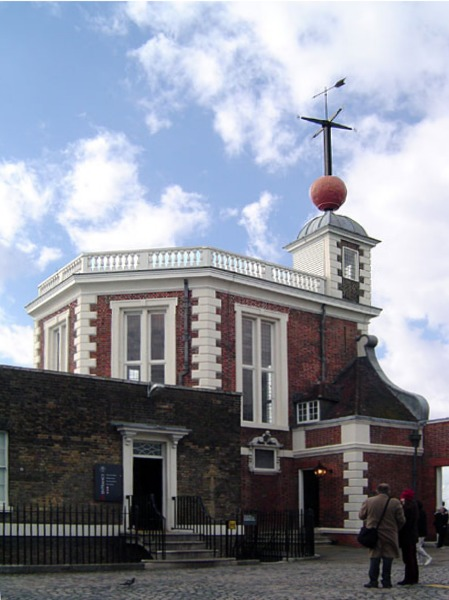

Chiar dacă Observatorul Greenwich și-a mutat echipamentul în afara Londrei după al Doilea Război Mondial pentru zone mai puțin poluate, vechiul Observator Regal - fondat în 1675, și acum făcând parte din Muzeul Marinei - are o colecție impresionantă de telescoape și alte instrumente astronomice. Vizitatorii pot să meargă pe primul meridian, care trece prin curtea observatorului.